# أنابيب الأرغن

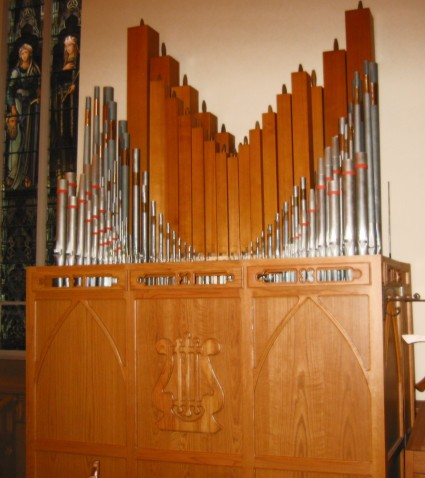
أنابيب أرغن معدنية وخشبية بمقاسات مختلفة

أنابيب الأرغن  هي أنابيب معدنية أو خشبية تصدر الأصوات المولدة داخل جهاز الأرغن ذو الأنابيب، والتي ترن عند حدّة موسيقية معينة عندما يمر الهواء المضغوط عبرها.
يضبط إيقاع كل أنبوب حسب النوتة الموسيقية في السلم الموسيقي